# Rocky Lockridge
Richard Lockridge (Tacoma, Washington, 10 de enero de 1959-Gloucester City, Nueva Jersey, 7 de febrero de 2019), más conocido como Rocky Lockridge, fue un boxeador profesional estadounidense. Es conocido por haberle otorgado a Roger Mayweather su primera derrota, un nocaut en el primer asalto en solo 98 segundos, lo que le valió los títulos de la AMB y el peso súper pluma lineal. Más tarde ganó el título súper pluma de la FIB.

## Carrera amateur
Lockridge comenzó a boxear como amateur afuera del Tacoma Boys Club. Siendo uno de los cuatro campeones del mundo originados en Tacoma (incluyendo Freddie Steele, Leo Randolph, y Johnny Bumphus), sus aspectos más destacados como amateur incluyen:
- Campeón nacional de peso gallo de la AAU de 1977, que detuvo a David Douglas del Ejército de los Estados Unidos en la segunda ronda de la final.
- Corredor nacional de guantes de oro de 1978 en clase de peso gallo.
- 1978 Subcampeón en el Campeonato Nacional de AAU en la categoría de peso gallo, perdiendo ante Jackie Beard en Biloxi, MS.
- Derrotado en los cuartos de final del Campeonato Mundial de Boxeo Amateur en Belgrado, Yugoslavia, por Fazlija Šaćirović (2-3).

## Años siguientes
Durante las últimas dos décadas de su vida, Lockridge tuvo problemas con las drogas. Quedó sin hogar y sufrió un derrame cerebral que lo obligó a caminar con un bastón. Fue presentado en A&E's Intervention, serie de televisión, afirmaba que la intervención y la ayuda de sus hijos salvaron su vida. Su aparición en el programa se destaca por un momento notorio en el que su hijo Lamar dice: "Porque sé, en algún lugar profundo de mi corazón, todavía te amo", lo que causó que Lockridge se derrumbara llorando con fuerza hasta el punto donde estaba gritando a todo pulmón. Esto generó el meme de Internet "Best Cry Ever". También se vio atrapado en un video defendiéndose a sí mismo al noquear a un matón con una sola combinación de dos golpes cruzados cerca de una tienda de conveniencia. En las entrevistas, expresó su deseo de estar libre de drogas, habiendo declarado que nunca había estado tan limpio, incluso en sus días de lucha. "Me siento tan bien hoy que si no hubiera sufrido el derrame cerebral iría por una oportunidad por el título," declaró. También estaba interesado en convertirse en entrenador de boxeo.

## Muerte
Lockridge murió el 7 de febrero de 2019 a la edad de 60 años, después de haber sido colocado en un centro de cuidados paliativos en el hogar después de otra serie de accidentes cerebrovasculares. Fue retirado del soporte vital aproximadamente una semana antes de su muerte.